# Google Voice
Google Voice är ett webbaserat program - som finns även som App för både Android och IOS - från Google med gratis PC till PC röst (och även video), samt med röstbrevlåda och SMS-hantering. Google Voice är inte tillgänglig i Sverige. Google Voice är ännu inte öppen för användare utanför USA, men Google planerar att utöka Google Voice till fler länder i framtiden.